# عزلة الصدارة (حضرموت)

تعديل مصدري - تعديل

عزلة الصدارة هي إحدى عزل مديرية حجر في محافظة حضرموت اليمنية ويبلغ تعداد سكانها 8454 نسمة حسب التعداد السكاني في اليمن لعام 2004.

## روابط خارجية
- الجهاز المركزي للإحصاء بالجمهورية اليمنية
- المركز الوطني للمعلومات باليمن
- World Gazetteer:Yemen
- الدليل الشامل